# あるアスリートの告発
『あるアスリートの告発』（原題：Athlete A）は、2020年制作のアメリカ合衆国のドキュメンタリー映画。
米国体操連盟の元チームドクター、ラリー・ナサールによる女子選手への性的暴行事件（アメリカ体操連盟性的虐待事件）を、勇気をもって声をあげた女子選手たちと、事件を報じた地方紙の記者たちを通して描いたドキュメンタリー映画。2020年6月24日よりNetflixで配信。